# Bintang Mersada
Bintang Mersada is een bestuurslaag in het regentschap Dairi van de provincie Noord-Sumatra, Indonesië. Bintang Mersada telt 2052 inwoners (volkstelling 2010).